# Келбаускас, Бронюс Юлианович
Бронюс Юлианович Келбаускас (лит. Bronius Kelbauskas;  25 декабря 1904, Либава, Курляндская губерния, Российская империя  —  9 июня 1975, Вильнюс) — литовский и советский артист балета, балетмейстер

. педагог. Народный артист Литовской ССР (1955). Депутат Верховного Совета Литовской ССР 2-го созыва.

## Биография
В 1919—1922 годах учился в харьковской балетной студии. В 1922—1925 годах в балетной школе Ольги Дубенцкене. Позже ученик Г. Кякшта, совершенствовался у Н. Легата в Лондоне.
С 1922 года участвовал в спектаклях государственного театра оперы и балета в Каунасе (в труппу принят в 1925 году, где служил до 1944 года). В 1935 году гастролировал с литовской балетной труппой в Монте-Карло, Лондоне и других городах. После гастролей по Великобритании, танцевал в труппе Русского балета Рене Блюма, побывал в городах Западной Европы и Африки (1937—1940).
С 1937 года вёл педагогическую работу. Руководил балетной студией Государственного театра ЛССР. С 1969 года — консультант балетмейстера ансамбля еврейского народного танца Республиканской палаты профсоюзов.
С 1937 года работал как балетмейстер. В буржуазной Литве Б. Келбаускас — первый постановщик балетов советских композиторов — «Бахчисарайский фонтан» (1938), «Кавказский пленник» (1939). Был постановщиком первого национального балета «Невеста» Пакальниса (1952) о борьбе литовских крестьян против угнетателей. Использовал народные танцы и обряды.
Член КПСС с 1955 года.
Постановки Б. Келбаускаса отличались яркой фантазией, тонким чувством стиля.
Был первым литовским классическим танцовщиком.
В числе его известных учеников Генрикас Кунавичюс, Народный артист Литовской ССР (1959), Т. Свентицкайте, А. Рузгайте, Г. Банис, Ч. Жебраускас, В. Гривицкас и др.
Жена — Мария Юозапайтите (1912—1992), артистка балета, народная артистка Литовской ССР (1953).

## Избранные партии
- Зигфрид, Дезире («Лебединое озеро», «Спящая красавица»),
- Базилио («Дон Кихот» Минкуса),
- Гирей («Бахчисарайский фонтан»),
- Пан Веблевский («Невеста» Пакальниса),
- Крезас («На берегу моря» Юзелюнаса).

Постановщик балетов
- «Красный цветок» Глиэра (1940),
- «Мнимый жених» Чулаки (1962) и др.

Ставил телевизионные балеты («Весна и мода», «Приключения рыбака», 1970), сочинял композиции для литовских цирковых представлений.
Похоронен на Антакальнисском кладбище в Вильнюсе.

## Награды
- Орден Трудового Красного Знамени (1954)[1]
- Народный артист Литовской ССР (1955)